# Todd Lodwick
Todd Lodwick (* 21. November 1976 in Steamboat Springs) ist ein ehemaliger US-amerikanischer Nordischer Kombinierer und Skispringer.

## Werdegang
Auf internationaler Ebene gelangen ihm sechs Weltcupsiege im Einzel und der Gewinn der Juniorenweltmeisterschaft 1996 im italienischen Asiago. Im Gesamtweltcup war seine beste Platzierung dreimal ein vierter Platz (1997/98, 1999/2000 und 2004/05), zudem konnte er sich von 1997/98 bis 2004/05 durchgehend in den Top Ten des Gesamtweltcups platzieren.
Lodwick nahm an fünf Olympischen Winterspielen teil, wobei er 2002 in Salt Lake City als beste Platzierungen einen fünften Platz im Sprint und den vierten Platz im Teamwettbewerb erreichte.
Im März 2006 beendete er zunächst seine Karriere, doch zu Beginn der Saison 2008/09 startete er wieder im Continental Cup der Nordischen Kombinierer und gewann drei Rennen in Folge. Im Dezember 2008, fast drei Jahre nach seinem Rücktritt, kehrte er wieder in den Weltcup zurück. Mit zweimal Platz zwei in Oberhof gelang ihm dabei ein beeindruckendes Comeback. Bei der Nordischen Skiweltmeisterschaft 2009 in Liberec gewann Lodwick die Titel im erstmals ausgetragenen Massenstart-Wettbewerb und im Einzelrennen.
Gemeinsam mit Brett Camerota, Bill Demong und Johnny Spillane gewann Lodwick am 23. Februar 2010 die Silbermedaille im Team-Wettbewerb der Olympischen Winterspiele in Vancouver.
Auf nationaler Ebene gewann Lodwick insgesamt elf Meistertitel in der Nordischen Kombination sowie deren acht im Skispringen.

### Privates
Lodwick lebt mit seiner Frau und seinen beiden Kindern in Steamboat Springs, Colorado.

## Auszeichnungen
- USOC Athlete of the Year (USA): 2009

## Erfolge

### Weltcupsiege im Einzel
| Nr. | Datum            | Ort               | Disziplin               |
| --- | ---------------- | ----------------- | ----------------------- |
| 01. | 6. Dezember 1995 | Steamboat Springs | Gundersen Normalschanze |
| 02. | 3. Januar 1998   | Schonach          | Gundersen Normalschanze |
| 03. | 13. März 1998    | Oslo              | Sprint Großschanze      |
| 04. | 25. Januar 2001  | Steamboat Springs | Gundersen Großschanze   |
| 05. | 2. Dezember 2001 | Lillehammer       | Gundersen Großschanze   |
| 06. | 4. Januar 2004   | Schonach          | Gundersen Normalschanze |

### Grand-Prix-Siege im Einzel
| Nr. | Datum           | Ort        | Disziplin               |
| --- | --------------- | ---------- | ----------------------- |
| 01. | 22. August 2003 | Villach    | Gundersen Normalschanze |
| 02. | 15. August 2004 | Oberstdorf | Gundersen Großschanze   |
| 03. | 27. August 2004 | Harrachov  | Gundersen Normalschanze |
| 04. | 22. Juli 2012   | Sotschi    | Gundersen Großschanze   |

### Continental-Cup-Siege im Einzel
| Nr. | Datum             | Ort               | Disziplin               |
| --- | ----------------- | ----------------- | ----------------------- |
| 01. | 5. Dezember 1993  | Lillehammer       | Gundersen Normalschanze |
| 02. | 10. Dezember 2005 | Steamboat Springs | Gundersen Großschanze   |
| 03. | 11. Dezember 2005 | Steamboat Springs | Sprint Großschanze      |
| 04. | 13. Dezember 2008 | Park City         | Gundersen Großschanze   |
| 05. | 14. Dezember 2008 | Park City         | Gundersen Großschanze   |
| 06. | 17. Dezember 2008 | Whistler          | Gundersen Normalschanze |
| 07. | 12. Dezember 2009 | Park City         | Gundersen Großschanze   |
| 08. | 13. Dezember 2009 | Park City         | Gundersen Großschanze   |
| 09. | 4. Dezember 2010  | Steamboat Springs | Gundersen Großschanze   |
| 10. | 5. Dezember 2010  | Steamboat Springs | Gundersen Großschanze   |
| 11. | 14. Dezember 2012 | Park City         | Gundersen Normalschanze |
| 12. | 15. Dezember 2012 | Park City         | Gundersen Normalschanze |
| 13. | 16. Dezember 2012 | Park City         | Gundersen Normalschanze |

## Statistik

### Platzierungen bei Olympischen Winterspielen
| Jahr und Ort        | Wettbewerb   | Wettbewerb | Wettbewerb   | Wettbewerb |
| Jahr und Ort        | Gundersen NS | Sprint     | Gundersen GS | Team       |
| ------------------- | ------------ | ---------- | ------------ | ---------- |
| 1994 Lillehammer    | 13.          | –          | –            | 07.        |
| 1998 Nagano         | 10.          | –          | –            | 10.        |
| 2002 Salt Lake City | 07.          | 05.        | –            | 04.        |
| 2006 Turin          | 08.          | 09.        | –            | 07.        |
| 2010 Vancouver      | 04.          | –          | 13.          | 02.        |
| 2014 Sotschi        | DNF          | –          | DNF          | 06.        |

### Weltcup-Gesamtplatzierungen
| Saison  | Platz | Punkte |
| ------- | ----- | ------ |
| 1993/94 | 46.   | 0078   |
| 1994/95 | 11.   | 0464   |
| 1995/96 | 16.   | 0422   |
| 1996/97 | 16.   | 0407   |
| 1997/98 | 04.   | 0848   |
| 1998/99 | 08.   | 0898   |
| 1999/00 | 04.   | 1138   |
| 2000/01 | 08.   | 0848   |
| 2001/02 | 06.   | 1079   |
| 2002/03 | 09.   | 0374   |
| 2003/04 | 07.   | 0705   |
| 2004/05 | 04.   | 0668   |
| 2005/06 | 13.   | 0415   |
| 2008/09 | 24.   | 0226   |
| 2009/10 | 15.   | 0347   |
| 2010/11 | 25.   | 0103   |
| 2011/12 | 52.   | 0013   |
| 2012/13 | 59.   | 0011   |
| 2013/14 | 55.   | 0024   |